# WhatsApp
WhatsApp (преслов. Ватсап), више-платформска је мобилна апликација која омогућава корисницима да међусобно размењују поруке. WhatsApp је доступан на Ајфон, Блекбери, Андроид, Виндоуз фон и Нокија уређајима и омогућава корисницима слање порука без обзира на тип уређаја који поседују. Осим слања текстуалних порука корисници апликације могу креирати групе и међусобно слати неограничен број слика, аудио порука, видео записа и тренутне локације. У једном од новијих ажурирања апликација омогућава и говорне позиве. WhatsApp користи интернет везу 3Г/ЕДГЕ или Вај-фај када је доступан.
У јануару 2015, WhatsApp је била најпопуларнија апликација за размену порука са више од 700 милиона активних корисника. У априлу 2015 WhatsApp достиже 800 милиона активних корисника. Предузеће (WhatsApp inc.), са седиштем у Маунтин Вју (енгл. Mountain View), Калифорнија, је купио Фејсбук (енгл. Facebook) 19. фебруара 2014. године, за приближно 22 милијарди долара.

## Историја
Јан Кум (енгл. Jan Koum), један од главних суоснивача апликације је рођен у малом селу близу Кијева у Украјини. Водио је тежак живот, он и његова породица живели су у кући без струје и једва спајали крај с крајем. Међутим, шеснаестогодишњи Кум се 1992. са својом мајком преселио у Маунтин Вју.
С 18 година Кум се уз своје самостечено знање успео уписати на државни универзитет и запослити у фирми Ернст & Јанг (енгл. Ernst & Young). Није се дуго задржао ни на универзитету ни у фирми. Само коју годину касније добио је посао у Јахуу (енгл. Yahoo) и одустао од факултета. Након што је уштедео нешто новца кроз 9 година рада у фирми, Кум и његов пријатељ, а касније други суоснивач фирме, Брајан Ектон (енгл. Brian Acton) одлучили су дати отказ и путовати годину дана. Када су се вратили у САД Кум се покушао запослити у Фејсбуку али није добио посао. То га је само натерало на размишљање и тражење нових иновативних идеја.
Након што је купио свој први Ајфон 2007. године Кум је схватио да ће мобилне апликације ускоро постати јако профитабилно тржиште. Убрзо је добио идеју о апликацији која ће брзо и једноставно повезивати кориснике целог света преко Интернета. Кум се чим је добио идеју за апликацију одлучио за име . Убрзо су започели развијати апликацију те након много месеци тешког рада, чак и размишљања о одустајању, успели су лансирати прву верзију WhatsApp. Број корисника је растао великом брзином, изласком друге верзије апликација је прешла број од 250.000 корисника. Друга верзија је од пријашње била пуно успешнија због једне нове могућности Еплових (енгл. Apple) уређаја. Епл је нечим што се звало „Push Notification“ омогућио апликацијама да кориснике обавештава о пристиглим порукама чак и кад корисник не користи апликацију.
Почетком 2011. године WhatsApp је уврштен међу топ 20 апликација у САД. До 2013. апликација је скупила 200 милиона активних корисника и број је константно растао. WhatsApp тренутно има 500 милиона активних корисника. Иако је број корисника већи од пола милијарде, у компанији ради само 55 људи, од чега је чак 84 % инжењера. Још једна важна одлука Кума и Ектона је да њихова апликација неће садржавати рекламе јер су сведочили томе како фирма у којој су пре радили све више заостаје за својим конкурентом Гуглом (енгл. Google) због многобројних реклама и додатака.

### Продаја компанији
Пет година након оснивања фирме, 19. фебруара 2014. Фејсбук је објавио да купује WhatsApp за 19 милијарди америчких долара, од чега је 4 милијарде платио у готовини, 12 милијарди у дионицама Фејсбука и 3 милијарде у ограниченим дионичким јединицама.
Оснивач Фејсбука, Марк Закерберг (енгл. Mark Zuckerberg) нашао се на путу многих критичара који су сматрали да је донео лошу одлуку, док он сам сматра да WhatsApp као једноставна, брза и поуздана апликација с 500 милиона корисника и растом од скоро милион нових корисника дневно вреди и више од 19 милијарди долара.
Након продаје WhatsApp Јан Кум је добио посао у Фејсбуку и наставиће радити на даљем развијању WhatsApp, али и Фејсбука.

## Развој

### Начин рада апликације
Након што корисник инсталира WhatsApp апликацију на свој мобилни уређај, апликација скенира именик уређаја и пореди телефонске бројеве с бројевима у својој бази података. Сви контакти који имају на свом уређају инсталирану апликацију се аутоматски додају у WhatsApp контакте. Унутар апликације није могуће додавати или брисати контакте, већ корисник то мора урадити у именику мобилног уређаја.
Док ваш уређај за слање СМС порука користи исте ваздушне таласе којима се обављају разговори, WhatsApp за то не користи класичну мобилну мрежу већ Интернет мрежу. Да би апликација радила корисник мора имати приступ ваљаној интернет мрежи на уређају. Унутар апликације корисник може приступити својој галерији слика и видеа па и камери мобилног уређаја.
WhatsApp се скоро у потпуности интегрише с уређајем на који је инсталиран, не само да има приступ именику и галерији слика већ је апликација константно активна у позадини. Покреће се с покретањем телефона и није се потребно на њу пријављивати.

### Персонализација
WhatsApp својим корисницима омогућава делимичну персонализацију апликације. Сваки корисник може по свом избору поставити профилну слику, свој надимак и позадину.
Осим свог надимка и профилне слике корисник са својим пријатељима може делити и статусе. Иако је дељење статуса била примарна идеја WhatsApp, сада је постала само споредна могућност апликације.

### Конкуренција

#### Скајп
Скајп (енгл. Skype) је програм за брзо интернет дописивање. Преко њега могуће је комуницирати писаним порукама, интернет позивима и телефонским позивима. Такође је могуће успоставити и видео позиве између две или више особа. Могућа је и размена података (датотека), слање контаката, слање новца на рачун и персонализација профила.

#### Вајбер
Вајбер (енгл. Viber) је апликација за паметне телефоне која корисницима омогућава позиве и слање бесплатних СМС порука. За разлику од осталих ВоИП (енгл. Voice over Internet Protocol) пружатеља услуга, као што је Скајп, Вајбер не захтева кориснички рачун, те омогућује израван позив према свим мобилним и фиксним мрежама, где је софтвер инсталиран на уређај.

#### Фејсбук месинџер
Фејсбук месинџер (енгл. Facebook Messenger) апликација је створена да би корисници Фејсбука лакше комуницирали на својим мобилним уређајима. Иако није популарна као остале конкурентне апликације, користе је многи корисници Фејсбука.
У појединим државама као што су Аустралија, Индија, Индонезија и неке друге, апликацију су покушали прилагодити на начин да корисник више не мора поседовати Фејсбук кориснички профил, него би се апликација интегрисала с уређајем баш попут WhatsApp или Вајбера.

## Сигурност и приватност
С порастом популарности апликације проблем сигурности и чувања приватности постао је све већи. Озбиљни сигурносни пропусти као што су лако читање туђих порука, мењање статуса па чак и слања порука с профила било којег WhatsApp корисника почели су се јављати 2011. године. Тек у мају 2012. WhatsApp је поруке својих корисника престао слати као чисти текст те су поруке почели шифровати. Један од проблема који се јавио 2014. године је могућност приступа осталих апликација приватним разговорима WhatsApp корисника. Апликација разговоре спрема на СД (енгл. Secure Digital) картицу, преко које Андроид допушта размену информација међу апликацијама. То не би био велики проблем да корисници не допуштају апликацијама слободан приступ СД картици. WhatsApp се брани од оптужби тврдећи да су корисникови разговори сигурни докле год корисник на свој уређај не преузме штетни софтвер.
Један од проблема приватности је својство апликације да приликом инсталирања копира цели корисников именик на Вацапов сервер и тако провери и аутоматски дода све контакте који на својим уређајима имају инсталирану WhatsApp апликацију. Иако су подаци које шаљете и који пролазе кроз Вацапов сервер шифровани, WhatsApp саветује да корисници пазе на садржај њихових разговора због могућности да друга особа физички приступи њиховом уређају.

## Предности апликација за комуникацију
Једна од предности апликација за комуникацију је њихова доступност. Сваки власник паметног телефона може на свој уређај инсталирати разне такве апликације и користити их истовремено ако има приступ Интернету. Неким апликацијама се може приступити и с више различитих уређаја. Иако корисници WhatsApp немају ту могућност, на апликацијама као Скајп то је могуће, пријављивањем на свој профил. Слање класичних СМС-ова све је мање популарно. Крајем 2012. године у САД и Холандији први пут је забележен пад броја посланих СМС порука. Разлози томе су управо овакве апликације те њихова брзина и цена. Корисник може послати поруку било где у свет уз само мало временско кашњење и уз пуно пуно нижу цену, поготово ако је спојен на Вај-Фај мрежу.
У конкуренцији између Фејсбук месинџера, Скајпа и Вајбера, WhatsApp се уз велики труд својих оснивача и људи задужених за његов развој успео пробити на врх. Јан Кум је пример како особа може из ничега, уз добру идеју, труд и нешто среће постићи велике ствари. Оснивачи WhatsApp, као и нови власник Марк Закерберг и многи други теже сталном развитку друштвених мрежа и апликација.